# Canton de Sainte-Livrade-sur-Lot
Le canton de Sainte-Livrade-sur-Lot est une ancienne division administrative française située dans le département de Lot-et-Garonne, en région Aquitaine.

## Géographie
Ce canton était organisé autour de Sainte-Livrade-sur-Lot dans l'arrondissement de Villeneuve-sur-Lot. Son altitude variait de 32 m (Le Temple-sur-Lot) à 219 m (Dolmayrac) pour une altitude moyenne de 104 m.

## Composition
Le canton de Sainte-Livrade-sur-Lot groupait quatre communes.
| Nom                                | Code Insee | Intercommunalité         | Superficie (km2) | Population (dernière pop. légale) | Densité (hab./km2) |
| ---------------------------------- | ---------- | ------------------------ | ---------------- | --------------------------------- | ------------------ |
| Sainte-Livrade-sur-Lot (chef-lieu) | 47252      | CA du Grand Villeneuvois | 30,94            | 6 190 (2014)                      | 200                |
| Allez-et-Cazeneuve                 | 47006      | CA du Grand Villeneuvois | 10,69            | 616 (2014)                        | 58                 |
| Dolmayrac                          | 47081      | CA du Grand Villeneuvois | 19,40            | 712 (2014)                        | 37                 |
| Le Temple-sur-Lot                  | 47306      | CC Lot et Tolzac         | 16,91            | 1 006 (2014)                      | 59                 |

À la suite du redécoupage cantonal de 2014, Sainte-Livrade-sur-Lot est le chef-lieu du nouveau canton du Livradais.

## Démographie
| 1962  | 1968  | 1975  | 1982  | 1990  | 1999  | 2006  | 2011  | 2012  |
| ----- | ----- | ----- | ----- | ----- | ----- | ----- | ----- | ----- |
| 7 106 | 7 775 | 7 621 | 7 732 | 8 004 | 7 938 | 8 307 | 8 512 | 8 431 |

## Histoire
Le 26 février 1790, l'Assemblée Constituante choisit et établit le canton en réaction à la constitution des communes (généralement toutes les paroisses existant sous l'Ancien Régime) ; ceux-ci par portion de territoire étaient regroupés dans un district et plusieurs districts constituaient le département. 

En 1795, la constitution de l'An III supprima les districts, augmenta l'importance territoriale des cantons qui en Lot-et-Garonne passèrent de ce fait de 73 en 1790 à seulement 30 en 1802 et, pour diriger chacun d'eux, institua une municipalité de canton constituée par les représentants de chaque commune membre dudit canton.

En 1795, le canton de Sainte-Livrade était constitué de 11 communes ou paroisses : Sainte Livrade, Allez, Saint Germain, Saint Gervais, Le Temple, Cazeneuve (ex Tombebouc et ensuite devenu l'Automne), Saint Caprais, Saint Cyprien, Dolmayrac, Lamaurelle et Saint Michel.

Les regroupements de communes et de paroisses, les redécoupages administratifs depuis 1795 (exemples : Saint Caprais avec Le Temple, Lamaurelle avec Dolmayrac, Cazeneuve avec Allez, etc.) font que le canton de Sainte-Livrade-sur-Lot est actuellement constitué de quatre communes.

## Administration

### Conseillers généraux de 1833 à 2015
Conseillers généraux successifs (nommés par les autorités, jusqu'en 1833, élus au suffrage censitaire, de 1833 à 1871, puis au suffrage universel depuis 1848).
| Période                                  | Période                 | Identité                                                      | Étiquette                      | Qualité |
| ---------------------------------------- | ----------------------- | ------------------------------------------------------------- | ------------------------------ | --- |
| 1791                                     | 1793                    | J. B. Daurières                                               |                                | |
| 1793                                     | 1799                    | ?                                                             |                                | |
| 1799                                     | 1803                    | ?                                                             |                                | nommé |
| An XII                                   | An XII                  | Farcit Calbiac                                                |                                | nommé |
| 1804                                     | 1833                    | ?                                                             |                                | nommé |
|                                          |                         | Avant 1833, il n'y avait pas un conseiller général par canton |                                | |
| 1833                                     | 1848                    | Jean-Baptiste Vallès                                          |                                | Juge de paix à Sainte-Livrade-sur-Lot                                                                                                   |
| 1848                                     | 1852                    | François-Alexandre de Lustrac                                 |                                | Propriétaire à Sainte-Livrade-sur-Lot                                                                                                   |
| 1852                                     | 1867                    | Jean-Baptiste Vallès                                          |                                | Juge de paix, propriétaire du château de Dolmayrac                                                                                      |
| 1867                                     | 1871                    | François Belloc                                               |                                | Ancien notaire, propriétaire à Sainte-Livrade-sur-Lot                                                                                   |
| 1871                                     | 1883                    | François Joseph Félix Chable                                  | Républicain                    | Lieutenant-colonel en retraite à Sainte-Livrade-sur-Lot Commandant supérieur de la brigade des mobilisés de Lot-et-Garonne en 1870-1871 |
| 1883                                     | 1895                    | Jean Couyba                                                   | Républicain                    | Médecin, maire de Sainte-Livrade-sur-Lot (1870-1884), conseiller d'arrondissement                                                       |
| 1895                                     | 1913                    | René Bouchon                                                  | Républicain                    | Maire de Sainte-Livrade-sur-Lot (1891-1913)                                                                                             |
| 1913                                     | 1919                    | Jean Rouyre                                                   | Républicain                    | Conseiller d'arrondissement |
| 1919                                     | 31 juillet 1936 (décès) | Gaston Carrère                                                | Rad.                           | Ingénieur agricole Sénateur (1920-1936) Maire de Sainte-Livrade-sur-Lot (1919-1936)                                                     |
| 1936                                     | 1940                    | Jean-Rodolphe Rouyre                                          | Rad.ind.-RG                    | Maire d'Allez-et-Cazeneuve (1925-1965), conseiller d'arrondissement                                                                     |
|                                          |                         |                                                               |                                | |
| 1945                                     | 1961                    | Jean-Rodolphe Rouyre                                          | Rad.                           | Maire d'Allez-et-Cazeneuve (1925-1965)                                                                                                  |
| 1961                                     | décembre 1962 (décès)   | André Boudard (1905-1962)                                     | DVD                            | Horloger Maire de Sainte-Livrade-sur-Lot (1954-1962)                                                                                    |
| 1963                                     | 1998                    | Charles de Cacqueray (1922-2010)                              | Rad. puis MRG puis UDF radical | Maire de Sainte-Livrade-sur-Lot de 1965 à 2001 Conseiller régional                                                                      |
| 1998                                     | 2015                    | Claire Pasut                                                  | PS                             | Fonctionnaire Maire de Sainte-Livrade-sur-Lot (2008-2014)                                                                               |
| Les données manquantes sont à compléter. |                         |                                                               |                                | |

### Conseillers d'arrondissement (de 1833 à 1940)
| Période                                  | Période      | Identité                                            | Étiquette                | Qualité |
| ---------------------------------------- | ------------ | --------------------------------------------------- | ------------------------ | --- |
| 1833                                     | 1836         | M. Dulac                                            |                          | Propriétaire à Allez-et-Cazeneuve                                                                           |
| 1836                                     | 1848         | Jean Baptiste Emmanuel Coutarel-Lagrèze (1805-1871) |                          | Propriétaire à Dolmayrac (maire de 1851 à 1852)                                                             |
|                                          |              |                                                     |                          | |
| 1880                                     | 1883         | Jean Couyba                                         | Républicain              | Médecin, maire de Sainte-Livrade-sur-Lot (1870-1884)                                                        |
| 1886                                     | 1892         | Jean Malaure                                        | Républicain              | Propriétaire, adjoint au maire de Dolmayrac                                                                 |
| 1892                                     | 1902 (décès) | Jean Labessan                                       | Républicain opportuniste | Cultivateur à Allez-et-Cazeneuve                                                                            |
| 1902                                     | 1913         | Jean Rouyre                                         | Républicain              | |
|                                          |              |                                                     |                          | |
| 1919                                     | 1922         | Raymond Cavaillé                                    | Bloc National            | Propriétaire, maire du Temple-sur-Lot (1912-1925)                                                           |
| 1922                                     | 1936         | Jean-Rodolphe Rouyre                                | Rad.ind.-RG              | Maire d'Allez-et-Cazeneuve (1925-1965)                                                                      |
| octobre 1936                             | 1940         | Alexis Venaud                                       | Rad.                     | Maire du Temple-sur-Lot (1925-1939)                                                                         |
| 1940                                     |              |                                                     |                          | Les conseils d'arrondissement ont été suspendus par la loi du 12 octobre 1940 et n'ont jamais été réactivés |
| Les données manquantes sont à compléter. |              |                                                     |                          | |

- Note : 
  - Le calendrier républicain (ou calendrier révolutionnaire français) fut créé pendant la Révolution française de 1789.
    - L’invention de ce calendrier se fit progressivement. Dès le lendemain de la prise de la Bastille (14 juillet 1789), l'usage était apparu d'appeler 1789 « l’an I de (l’ère de) la Liberté » ; les mois et jours étaient restés les mêmes. Cependant, en l’an IV de l’ère de la liberté, le 22 septembre 1792, la Convention nationale décréta que « Tous les actes publics sont désormais datés à partir de l'an I de la République »
    - Ainsi : l'An I correspond du 22 septembre 1792 au 21 septembre 1793 (inclus), l'An XII correspond du 24 septembre 1803 au 22 septembre 1804 (inclus)